# La flagelación (Piero della Francesca)
La "Flagelación de Cristo" (en italiano, Flagellazione di Cristo) es una pintura al temple sobre tabla de 59 x 81,5 cm, realizada probablemente entre 1468 y 1470 por el pintor italiano Piero della Francesca. Es una de sus obras más conocidas. Se conserva en la Galería Nacional de Las Marcas en Urbino, Italia. Llamada por un escritor «una pequeña pintura enigmática», la composición es compleja e inusual, y su iconografía ha sido tema de teorías muy diversas. Kenneth Clark colocó La flagelación en su lista personal de las mejores diez pinturas, llamándola «la más grande pintura pequeña del mundo».[cita requerida]

## Historia
Nada se sabe del encargo o del destino original de la tabla, pero que en la época de Passavanti se recordaba tradicionalmente como regalo del duque Federico de Montefeltro. No se cita en los inventarios del palacio ducal y no entró nunca en la herencia roveresca, pero sí aparece registrada en un inventario del siglo XVIII de la catedral de Urbino (códice 93 de la Biblioteca Universitaria de Urbino).
En el año 1857 Charles Lock Eastlake vio la obra pero le decepcionaron algunos rasgos que perturbaban su gusto clasicista (los cabellos «gruesos», las narices «largas», etc.). Por esto no adquirió la obra, a pesar de que podía hacerlo, dejándola en Urbino. Sin embargo, sí informó a su joven amigo y asesor italiano Giovan Battista Cavalcaselle, que vio la obra entre el 1860 y el 1861. Fue él, después de 1870, quien ordenó la primera restauración, en la cual lamentó la «limpieza excesiva», durante la cual se quitó la inscripción «Convenerunt in unum», que no se vuelve a citar en las fuentes tras el año 1863. No está claro dónde estaba originalmente la escritura, si en el marco (un marco dorado perdido, mencionado en el inventario del siglo XVIII) o en la parte inferior del cuadro, quizás debajo de las tres figuras o en una posición más central.
En el año 1916 la obra fue transmitida definitivamente al palacio ducal.
El primer crítico que escribió sobre La flagelación de Piero fue F. Witting en el año 1898. Luego siguieron muchos entre ellos Adolfo Venturi en el año 1911 quien escribió en términos extáticos, luego Roberto Longhi en el año 1913 (Piero dei Franceschi e le origini della pittura veneziana), quien dio una lectura original a través de Cézanne, en la cual reencontraba los mismos «intervalos regulares de volúmenes regulares». Bernard Berenson escribió que entre todos los cuadros de Piero La flagelación era el que más amaba, «por su falta de acción dramática».
El 6 de febrero de 1975 la pintura, junto con la Madonna de Senigallia del mismo autor, fueron robados del Palacio ducal de Urbino. Ambas obras se recuperaron en Locarno, en Suiza, el 22 de marzo del año siguiente.

### Datación
Su datación es controvertida, como la de la mayor parte de las obras de Piero della Francesca en general. Oscila en un arco de veintiocho años, de 1444 (Longhi) a 1472 (Battisti). La primera fecha se descarta hoy en día, en general, porque el carácter estrechamente albertiano de la arquitectura o se imagina como una invención de Piero, o se coloca después del año 1447 (que es cuando empieza el templo Malatestiano o incluso el 1457 (templete del Santo Sepolcro) o las cercanías más próximas, lanzando la hipótesis del conocimiento entre Piero y Alberti, que habría podido mostrar los estudios y los diseños con anterioridad.
Guido Forte observó la semejanza entre el joven rubio de La flagelación y un ángel del Bautismo de Cristo, que databa en torno del año 1460, y de ahí una datación en torno a los años 1458-1459, propuesta por la mayor parte de los estudiosos, sería coherente.
Por lo tanto, la tabla debe colocarse inmediatamente después del viaje a Roma, con algunas similitudes en la arquitectura de algunas de las frescos de Arezzo (Encuentro de Salomón y la reina de Saba y Descubrimiento y verificación de la Cruz Verdadera) y en algunas características, como el evidente retrato de  Juan Paleólogo en la Victoria de Constantino sobre Majencio y el joven en el centro del trío a la derecha de La flagelación con el  profeta Jeremías . Además, la composición «dicotómica» se hace eco de la escena del Sueño de Inocencio III en los frescos de Benozzo Gozzoli en Montefalco (terminado en 1452), donde Piero podría haberse detenido en hacia o desde Roma. La influencia romana también se aprecia en algunos datos estilísticos, como el refinamiento del dominio de la perspectiva, el aumento de la monumentalidad, la asimilación de modelos antiguos.
La datación tardía, en el año 1470, se basa sobre todo en la interpretación histórica de la tablilla: por ejemplo viendo en el grupo de «convenerunt in unum» una reunión de príncipes convocada por Federico da Montefeltro para restablecer una nueva liga después de la decadencia de la Paz de Lodi, un proyecto que se remonta a esos años.

## Descripción
La obra está dañada a causa de tres largas hendiduras situadas horizontalmente y algunas leves pérdidas de color. En la base del trono, a la izquierda, se lee OPUS PETRI DE BURGO S[AN]C[T]I SEPULCR[I], o sea, «la obra de Piero de Borgo Santo Sepolcro» (su ciudad), la firma del autor. 
A la derecha, debajo de los personajes que hay en primer plano, al menos hasta 1839, según Passavant se podía leer el texto convenerunt in unum («Ellos vinieron juntos»), extracto del Salmo 2, ii en el Antiguo Testamento. Forma parte del Servicio del Viernes Santo, en referencia a la Pasión de Cristo: Adstiterunt reges terrae et principes convenerunt in unum adversus Dominum et adversus Christum eius. Este texto es citado en el Libro de los Hechos 4:26 y se refiere a Pilatos, Herodes y los judíos.
Se puede considerar que la tabla está dividida en dos áreas rectangulares: desde la izquierda hasta la columna en la zona central, el área en la que se representa la flagelación y desde la columna hasta el extremo derecho, el área ocupada por tres personajes en primer plano: las dos áreas mantienen entre sí una relación áurea. El tema de la pintura es la flagelación de Cristo por los romanos durante su Pasión. El acontecimiento bíblico se desarrolla en una galería abierta en término medio, mientras que tres figuras en primer plano a mano derecha aparentemente no prestan atención al acontecimiento que se desarrolla detrás de ellos. 
La noción de dos marcos temporales en la composición deriva del hecho de que la escena de la flagelación está iluminado desde la derecha mientras que la supuestamente «moderna» escena exterior está iluminada desde la izquierda.

## Perfil artístico
Esta obra pone de manifiesto que Piero era consciente de las innovaciones arquitectónicas de la época. Está marcado por un aire de sobriedad geométrica. 
La luz proviene del espectador, es diáfana e ilumina también el recuadro bajo el que está situado Cristo; la extraordinaria fuerza del arte de Piero se encuentra en la maestría con la que usa el color, que en él se transforma en luz, y en la forma, con la que alcanza un gran valor plástico. Gana en abstracción cuanto pierde en movimiento, dando a la representación una fijeza atemporal: la realidad del hecho particular coincide con la totalidad de la realidad, el tiempo coincide con el espacio y lo hace eterno.
El resultado expresivo es la impersonalidad, la ausencia de emociones, la calma solemne en la digna severidad manifestada por los personajes representados. Es esa luz clara y fría la que "inmoviliza a las figuras en una expresión impasible y silenciosa".
Y van vestidos de forma habitual.
El panel se admira mucho por su uso de la perspectiva lineal y el aire de quietud que permea la obra, y se ha considerado «la más grande pintura pequeña del mundo» por el historiador del arte Kenneth Clark. Especialmente se valora la realista representación de la sala en la que se sitúa la escena de la flagelación en relación con el tamaño de las figuras y por el orden geométrico de la composición. El retrato del hombre barbudo en el frente está considerado inusualmente intenso para la época de Piero.

## Interpretaciones icónicas
Este cuadro es controvertido en cuanto a su significado exacto, y en particular quienes son o qué representan los tres hombres que aparecen a la derecha, en primer plano. Gran parte del debate académico sobre la obra se refiere a las identidades o significado de los tres hombres que hay en primer plano. Dependiendo de la interpretación sobre el tema de la pintura, pueden representar figuras contemporáneas o gente relacionada con la pasión de Cristo, o pueden incluso tener múltiples identidades. Lo último está también sugerido con respecto al hombre sentado a la izquierda, quien es en un sentido ciertamente Poncio Pilato, un elemento tradicional en el tema. 

### Interpretación tradicional
Según la interpretación tradicional que aún se sostiene en Urbino, ve en el grupo de los tres personajes situados a la derecha a Oddantonio II de Montefeltro, duque de Urbino entre sus consejeros, Manfredo dei Pio y Tommaso di Guido dell'Agnello, quienes fueron asesinados juntos el 22 de julio de 1444. Ambos consejeros serían considerados responsables de la muerte de Oddantonio debido a su gobierno impopular, que llevó a la fatal conspiración. La pintura sería entonces un encargo de Federico da Montefeltro, quien sucedió a su medio hermano Oddantonio como señor de Urbino. La muerte de Oddantonio, como víctima inocente, se asimilaría a la Pasión de Cristo. 
También hay quien defiende que los otros dos personajes son los ciudadanos de Urbino, Serafini y Ricciarelli, quienes habrían urdido la conspiración. 
Esta interpretación se basa en elementos circunstanciales, que no parecen justificar el sentido complejo del cuadro, por lo que los estudiosos han tratado de hallar otras vía para descifrar lo que se definió como el «enigma de Piero della Francesca".
Contra estas interpretaciones habla el contrato escrito firmado por Federico y los ciudadanos de Urbino, «que no toleraría el recuerdo de las ofensas infligidas a Oddantonio, que nadie sería castigado por ello y que Federico protegería a todos los que se hubieran comprometido en estos crímenes». Más aún, el cadáver de Oddantonio fue enterrado en una tumba anónima. Una pintura dedicada a la memoria del duque Oddantonio y a su rehabilitación habría así sido el caso de una traición a los ciudadanos de Urbino.

### Interpretación dinástica
Otra interpretación tardía ve en el cuadro una celebración dinástica encargada por el duque Federico de Montefeltro, medio hermano y sucesor de Oddantonio: los tres personajes serían sus predecesores. Esta interpretación está sostenida por un inventario del siglo XVIII de la catedral de Urbino, en el que se hallaba la pintura, la tabla está descrita de hecho como «La flagelación de Nuestro Señor Jesucristo, con las figuras y los retratos de los Duques Guidobaldo y Oddo d'Antonio». Sin embargo, puesto que el duque Guidobaldo era un hijo de Federico nacido en 1472, esta información tiene que ser errónea. En lugar de ello, la figura más a la derecha podría representar al padre de Oddantonio y Federico, Guidantonio.

### Interpretación político-teológica (Ginzburg)

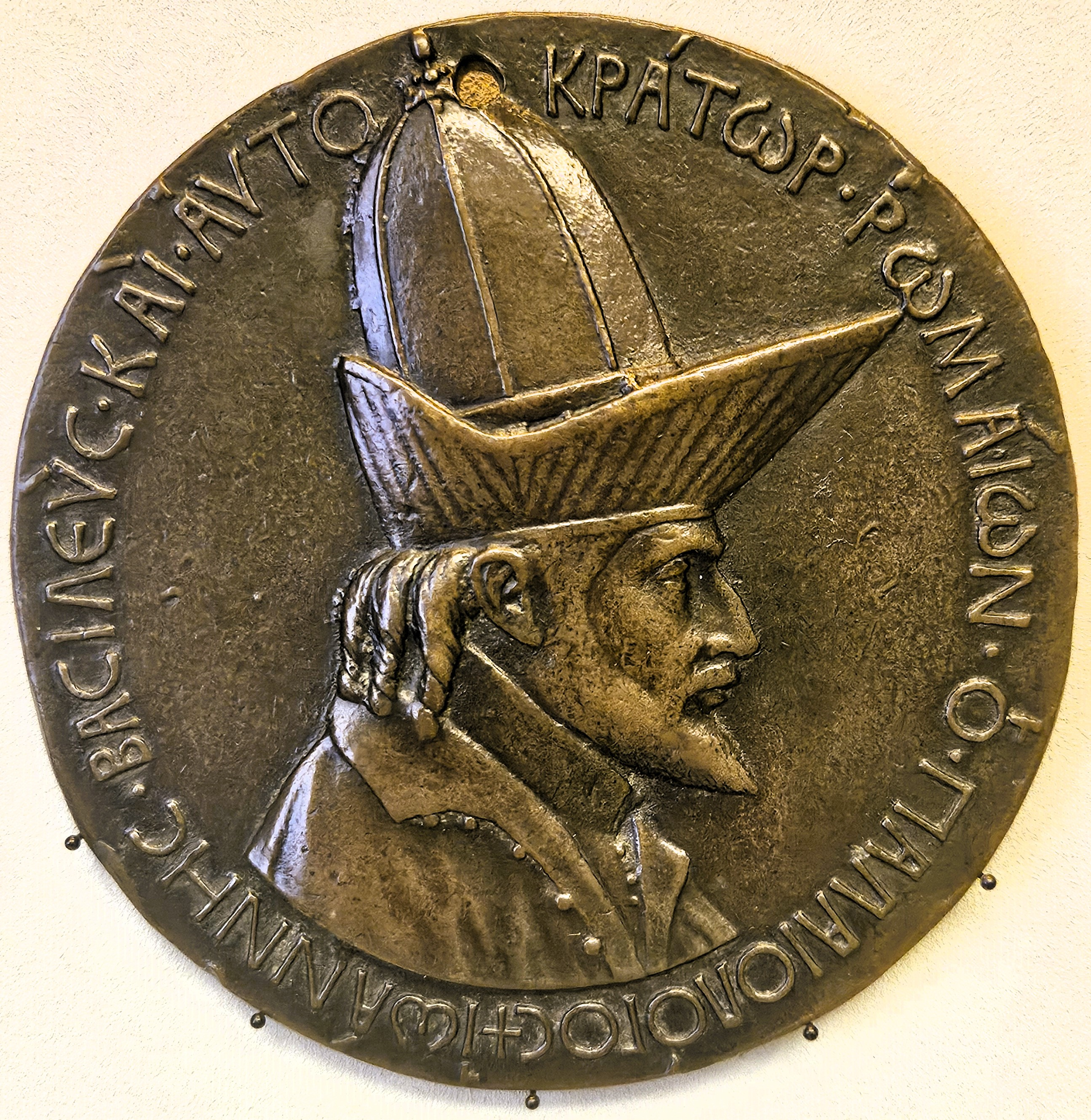
Medalla del emperador Juan VIII Paleólogo durante su visita a Florencia, por Pisanello (1438). El hombre sentado a la izquierda de la pintura lleva un sombrero muy parecido.

Otra perspectiva, anticuada, ve en la figura del centro a un ángel con las iglesias latina (católica) y la griega (ortodoxa) a sus lados, cuya división creó conflictos en toda la Cristiandad. La división entre ambas acerca de la cuestión teológica de la procedencia del Espíritu Santo solo del Padre, como sostienen los ortodoxos, o también del Hijo, como afirman los católicos, produciría los sufrimientos del cristianismo. 
El hombre sentado en el extremo izquierdo mirando la flagelación sería el emperador bizantino Juan VIII Paleólogo, como es identificado por sus ropas, particularmente el inusual gorro rojo con los bordes vueltos que está presente en una medalla de Pisanello. En una variante de esta interpretación, propuesta por Carlo Ginzburg, la pintura sería de hecho una invitación del cardenal Besarión y el humanista Giovanni Bacci a Federico da Montefeltro para intervenir en la cruzada antiturca del cardenal Bessarión. El joven rubio absorto en el centro sería Bonconte II da Montefeltro, pupilo de Besarión que murió de peste en 1458. De esta forma, los sufrimientos de Cristo se asimilan a los de los bizantinos oprimidos por los turcos como a Bonconte.
Silvia Ronchey y otros historiadores del arte están de acuerdo con que la tabla representa un mensaje político del cardenal Besarión, el delagado bizantino que abrió el concilio de Ferrara y Florencia de 1438-1439, para conseguir la reunificación de las iglesias oriental y occidental. En el que el Cristo flagelado representaría el sufrimiento de Constantinopla, entonces asediada por los otomanos, así como la totalidad de la Cristiandad, en sentido más amplio. 
La figura de la izquierda mirando sería el sultán Murad II, con el emperador bizantino Juan VIII a su izquierda, sentado, con calzado de color púrpura, símbolo imperial. Los tres hombres de la derecha se identifican así, de izquierda a derecha: el cardenal Besarión, Tomás Paleólogo (hermano de Juan VIII, representado descalzo pues, no siendo emperador, no podía llevar los zapatos púrpura con los que sí se representa a Juan) y Nicolás III de Este, anfitrión del concilio de Mantua después de que se trasladó a su señorío de Ferrara.
Piero della Francesca pintó La flagelación unos veinte años después de la caída de Constantinopla. El papa Pío II Piccolomini a sugerencia de Besarión había propugnado una cruzada, a cuya llamada respondieron muy pocos. En efecto, la tabla de Piero plasmaría exactamente el momento de las discusiones de esa segunda intervención, ocurrida históricamente con motivo de una reunión llamada Concilio de Mantua (ese es uno de los posibles sentidos de la frase convenerunt in unum). Más allá del mensaje religioso representa un tema político actual en el ambiente romano en que probablemente la tabla fue pintada, como una especie de manifiesto de la reconciliación entre Roma y Bizancio. En la época en que se pintó este cuadro, las alegorías de aquel acontecimiento (la caída de Constantinopla) y de la presencia de figuras bizantinas en la política italiana no era algo insólito, como se muestra por la contemporánea capilla de los Reyes Magos de Benozzo Gozzoli en el palacio Medici Riccardi en Florencia.

### Kenneth Clark
En 1951 el historiador del arte Kenneth Clark interpretó que el personaje barbudo era un sabio griego, y la pintura sería una alegoría de los sufrimientos de la Iglesia y del Cristianismo tras la caída del imperio bizantino en 1453 y a los proyectos de cruzada apoyados por el papa Pío II que se trataron en el Concilio de Mantua en 1459. De nuevo, el hombre en el extremo izquierdo sería el emperador bizantino.

### Marilyn Aronberg Lavin
Otra explicación de la pintura la ofrece Marilyn Aronberg Lavin en Piero della Francesca: The Flagellation.
La escena interior representa a Poncio Pilato mostrando a Herodes de espaldas, porque la escena se parece mucho a numerosas representaciones de la flagelación que Piero conocería.
Lavin identifica a la figura de la derecha como Luis III Gonzaga, marqués de Mantua, y la figura a la izquierda sería su amigo íntimo, el astrólogo Ottavio Ubaldini della Carda, quien vivía en el palacio ducal. Ottavio viste con el traje tradicional de un astrólogo, hasta su barba bifurcada. En la época en que se cree que se realizó esta pintura, tanto Ottavio como Luis habían perdido ambos a sus hijos bienamados, representados por la figura juvenil entre ellos. Nótese que la cabeza del joven está enmarcado por un laurel, representando gloria. Lavin sugiere que la pintura pretendía comparar el sufrimiento de Cristo con el dolor de dos padres. Ella sugiere que la pintura fue un encargo de Ottavio para su capilla privada, la Cappella del Perdono, que está en el palacio ducal de Urbino y que tiene un altar cuya fachada es del tamaño exacto de la pintura. Si la pintura estaba en el altar, la perspectiva en la pintura habría aparecido correcta solo si alguien se arrodilla delante de ella.

### David A. King
Una interpretación propuesta por David King, director (1985–2007) del Instituto para la Historia de la Ciencia en Fráncfort, Alemania, establece una conexión entre la pintura y la inscripción en latín sobre un astrolabio presentado en Roma en 1462 por Regiomontano para su patrón el cardenal Besarión. El descubrimiento de que este epigrama era un acróstico fue realizada por Berthold Holzschuh, un miembro del seminario de instrumento medieval de King, en 2005. Los significados ocultos en los ejes verticales incluyen referencias a Besarión, Regiomontano, y el regalo de 1462 se pretendía que reemplazara a un astrolabio bizantino de 1062 en posesión de Besarión (ahora en Brescia). En el mismo año Holzschuh descubrió que los ejes principales del epigrama se corresponden con el eje principal vertical de la pintura, que pasaba por los ojos de la figura de Cristo y aquellos del hombre barbudo. Queda claro que en las letras BA IOANNIS a la izquierda del epigrama y las letras SEDES a la derecha puede que se refieran al basileo (emperador) Ioannis (Juan) VIII en su trono. Esto inspiró a King a buscar monogramas de nombres a lo largo del epigraa (por ejemplo, INRI para Cristo y RGO para Regiomontano), y encontró hasta 70 nombres relevantes que podían encajar para las 8+1 figuras. King así establecía identidades duales o múltiples para cada una de las ocho personas y una figura clásica que con el tiempo aparecería en la pintura. Tanto Regiomontano o Besarión eran conocidos de Piero (su interés común era Arquímedes), y se han conservado tanto las copias de las obras de Arquímedes que tenían tanto Regiomontano como Piero. King formula la hipótesis de que el donante y el donatario del astrolabio de 1462 podría haber concebido el planteamiento de la pintura junto a Piero. El joven vestido de rojo cardenalicio ahora se identificaría como el entusiasta y joven astrónomo alemán Regiomontano, el nuevo protgegido del cardenal Besarión. Sin embargo, su imagen personifica, entre otros, tres jóvenes brillantes que habían muerto recientemente: Buonconte da Montefeltro, Bernardino Ubaldini dalla Carda y Vangelista Gonzaga. Cada una de las figuras de la pintura, así como la figura clásica que hay en lo alto de la columna detrás de Cristo, es polisémica. La pintura en sí es polisémica. Uno de los diversos propósitos de la pintura era transmitir esperanza para el futuro con la llegada del joven astrónomo al círculo de Besarión así como para homenajear a los tres jóvenes muertos. Otro era expresar la tristeza de Besarión de que su nativa Trebisonda había caído en poder de los turcos en 1461, de lo que consideraba que el responsable era el gobernante bizantino.

### John Pope-Hennessy
Sir John Pope-Hennessy, el historiador del arte, defendió en su libro The Piero della Francesca Trail que el tema real de la pintura era el «El sueño de san Jerónimo». Según Pope-Hennessy,

De joven, san Jerónimo soñó que fue azotado por orden divina por leer textos paganos, y él mismo más tarde relataría este sueño, en una célebre carta a Eustoquio, en términos que se corresponden con exactitud con la parte izquierda de la tabla de Urbino.

Pope-Hennessy también cita y reproduce una pintura más temprana del pintor sienés Matteo di Giovanni que trata el tema que aparece en la carta de Jerónimo, ayudando a validar esta identificación del tema de Piero.
De esta hipótesis se hace eco Rynck, quien recuerda cómo Jerónimo escribe en su carta que fue llevado ante un juez que, cuando Jerónimo le dice que es cristiano, le acusa de ser en realidad ciceroniano, y después proceden a flagelarle. Jerónimo se percata de que no debe seguir admirando y leyendo la literatura clásica y entonces se despierta. En esta interpretación el título que se sugiere es El sueño de san Jerónimo, siendo el juez el personaje que aparece sentado y san Jerónimo quien está siendo azotado. Quedaría por determinar quiénes serían según ello las tres figuras de la derecha. Parecen dos caballeros hablando del tema y, entre ellos, un ángel.

## Influencia
La contención de la pintura, y su pureza formal atrajeron cuando Piero fue «descubierto» por vez primera, especialmente para admiradores del cubismo y el arte abstracto. Se ha considerado particularmente bien por los historiadores del arte, con Frederick Hartt describiéndola como «el logro casi perfecto y la última realización de los ideales del período del segundo Renacimiento» de Piero.
La pintura aparece mencionada en la novela de SS-GB de Len Deighton (1978).